# 岡本真

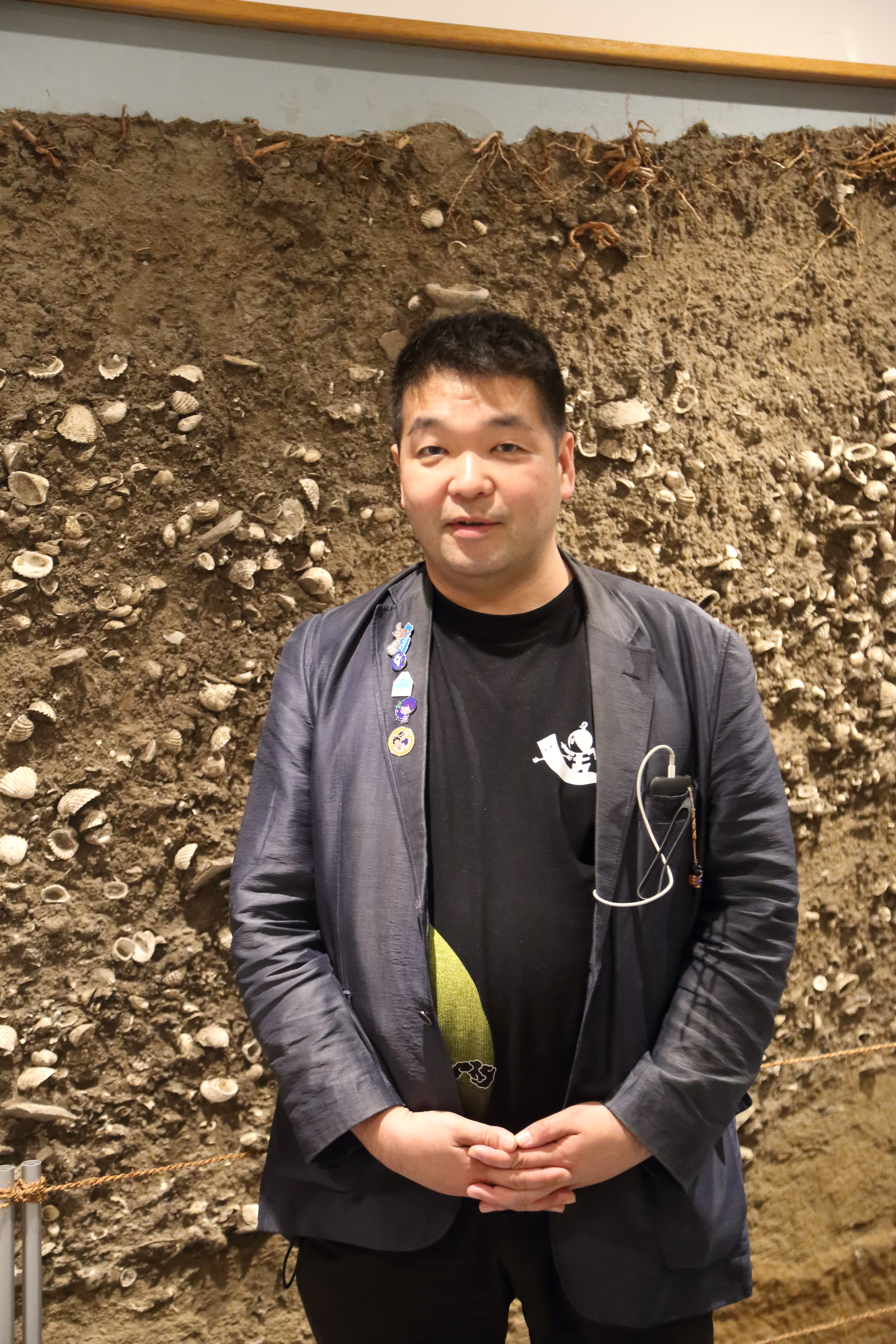
ウィキペディアタウンin瀬戸内市での岡本真（2018年3月）

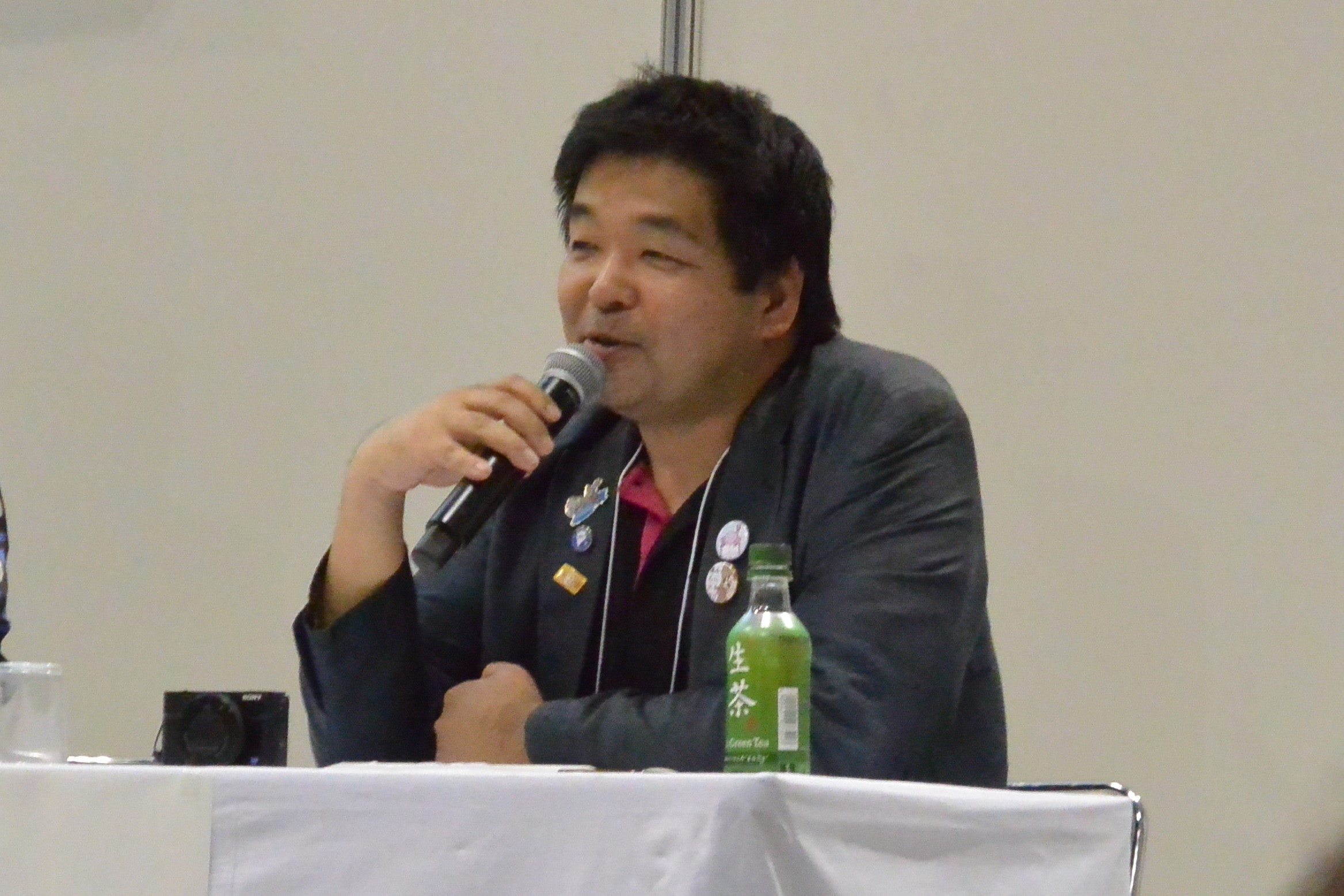
図書館総合展2017でLibrary of the Year　の審査員を務める岡本真（2017年11月）

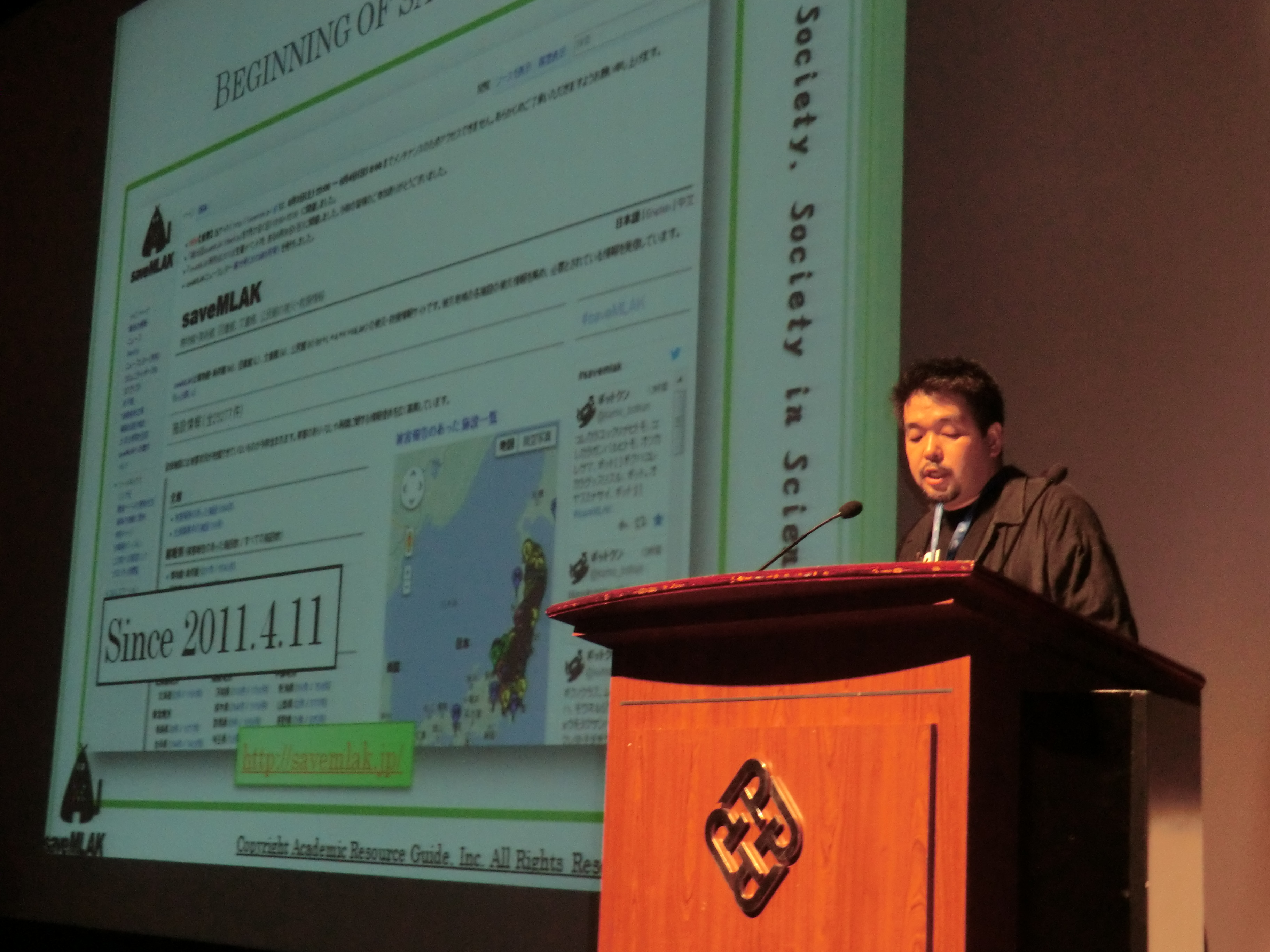
ウィキマニア2013における基調講演を行う岡本真（2013年8月）

岡本 真（おかもと まこと、1973年 - ）は、日本の編集者、キュレーター、コンサルタント、アカデミック・リソース・ガイド(ARG)の代表で主筆。

## 経歴
1997年3月、国際基督教大学教養学部社会科学科卒業。
1997年4月から1998年3月まで株式会社教育開発研究所で勤務した後、フリーの編集者として様々な企画にかかわる傍ら、日本の学術分野における情報メールマガジンの草分けである「ACADEMIC RESOURCE GUIDE（ARG）」を1998年7月に創刊した。
1999年5月、ヤフー株式会社に入社。2004年に「Yahoo!知恵袋」を立ち上げ、初代のサービスマネージャーを担当した（2007年まで）。
2009年7月にヤフーを退社後、9月にアカデミック・リソース・ガイド株式会社を設立、代表取締役を務める。
2011年4月には、震災支援プロジェクトsaveMLAKを設立。2013年8月に香港で開催されたウィキマニア2013ではキーノートスピーカーを務めた。

## 著書
- 岡本真 『これからホームページをつくる研究者のために - ウェブから学術情報を発信する実践ガイド』 築地書館、2006年、ISBN 480671335X
- 岡本真・仲俣暁生編著 『ブックビジネス2.0 : ウェブ時代の新しい本の生態系』 実業之日本社、2010年、ISBN 9784408108537
- 岡本真 『ウェブでの「伝わる」文章の書き方』 講談社〈講談社現代新書〉2187、2012年、ISBN 9784062881876
- 岡本真, 森旭彦『未来の図書館、はじめませんか?』 青弓社、2014年、ISBN 9784787200532
- 青柳英治編著, 岡本真監修『ささえあう図書館 - 「社会装置」としての新たなモデルと役割』 勉誠出版、2016年、ISBN 9784585200390
- 岡本真, ふじたまさえ『図書館100連発』 青弓社、2017年、ISBN 9784787200631
- 岡本真 『未来の図書館、はじめます』 青弓社、2018年、ISBN 9784787200693
- 岡本真編著『司書名鑑 : 図書館をアップデートする人々』青弓社、2022年、ISBN 978-4-7872-0081-5

## 注・参照文献
1. ↑  “岡本, 真, 1973- - Web NDL Authorities (国立国会図書館典拠データ検索・提供サービス)”. 2016年12月3日閲覧。
2. ↑  代表・岡本真のプロフィール - ACADEMIC RESOURCE GUIDE(ARG)
3. ↑  岡本真「国立国会図書館での講演録 国立国会図書館への評価と期待」『ず・ぼん : 図書館とメディアの本』第11号、2005年11月、76-89頁。
4. ↑  “ささえあう図書館 : 勉誠出版”. 2016年12月3日閲覧。
5. ↑  “arg｜ACADEMIC RESOURCE GUIDE (ARG) / アカデミック・リソース・ガイド”. 2016年12月3日閲覧。
6. ↑  岡本真「「日本の図書館をヤバくする」ために--Code4Lib JAPANの経緯、目的、事業、そしてFlickrを用いたワークショップのねらい」『ず・ぼん : 図書館とメディアの本』第16号、2011年1月、98--100頁。
7. ↑  “ARG-001 1998年07月12日号”. 1999年5月3日時点のオリジナルよりアーカイブ。2016年12月3日閲覧。(WayBackMachineのアーカイブより)
8. 1 2 3  “「Yahoo!知恵袋」産みの親・岡本 真氏がNAVERを徹底分析 ―NAVERアドバイザリーボード―”. 2016年12月3日閲覧。
9. ↑  “Yahoo!知恵袋が正式版に、女性と初心者に愛される理由は？” (2005年11月8日). 2016年12月3日閲覧。
10. ↑  “質問数が1,000万件を超えたYahoo!知恵袋。他サービスとの連携で有効活用（甲斐祐樹）Broadband Watch2006/11/20”. 2016年12月3日閲覧。
11. ↑  “「Yahoo!知恵袋」の10年、歴代・中の人が振り返るあんなことやこんなこと”. 2016年12月3日閲覧。
12. ↑  “第九回（ページ1）｜対談｜本の力を、生きる力に。｜シャンティ国際ボランティア会”. 2016年12月3日閲覧。
13. ↑  国立国会図書館関西館図書館協力課『東日本大震災と図書館』国立国会図書館、東京、2012年、139頁。doi:10.11501/3487636。
14. ↑  八田浩輔 (2011年6月25日). “ひと:岡本真さん＝被災地の「知」を救うために活動”. 毎日新聞.  オリジナルの2011年6月29日時点におけるアーカイブ。
15. ↑  岡本真「saveMLAKの活動と課題，そして図書館への支援を巡って」『情報管理』第54巻第12号、2012年3月、808-818頁、doi:10.1241/johokanri.54.808、NAID 130001856046。
16. ↑  “Schedule - Wikimania 2013 in Hong Kong”. 2016年12月3日閲覧。